# Olympique Lyonnais (damer)
Olympique Lyonnais (Équipe Pro) Féminine (grundat 2004 som FC Lyon), oftast kallat Lyon, är ett fotbollslag för damer i den franska förstaligan. Laget är hemmahörande i staden Lyon. De är år 2024 regerande franska mästare för sjuttonde gången. Den svenska landslagsanfallaren Lotta Schelin spelade för laget åren 2008-2016 och gjorde 143 mål på 138 matcher.

## Historik

### Bakgrund
Klubben bildades år 1970 under namnet FC Lyon. Under 1990-talet vann klubben franska ligan fyra gånger.
År 2004 blev klubben damsektionen till Olympique Lyonnais, vilket gav laget större resurser. Större matcher kan spelas på Stade de Gerland, medan vanliga ligamatcher ofta äger rum på den betydligt mindre Plaine des Jeux de Gerland.

### Ligan och cupen
2007 tog man åter det franska mästerskapet, och därefter har man abonnerat på ligatiteln – de senaste säsongerna utan att förlora en match. Statistiken inför den sista omgången av 2012/2013 års franska liga är ganska belysande: 21 segrar på 21 omgångar och en målskillnad på 129–5, tio poäng före hårdsatsande Paris Saint-Germain FC.
Åren 2002–2008 nådde Olympique Lyonnais final i franska cupen sju säsonger i rad, varav man vann tre av finalerna. Därefter, 2012–2016, har man vunnit samtliga cupfinaler.

### Women's Champions League
I Women's Champions League hade man nått semifinal 2008 och 2009 samt finalförlust 2010 innan första slutsegern togs 2011. 2012 försvarade man titeln, för att året därpå – i sin fjärde raka CL-final – förlora finalen med 0–1 mot tyska Wolfsburg. 2016 vann klubben finalen över Wolfsburg efter straffdramatik.

## Spelartrupp
| Nummer      | Land                 | Spelare              | Födelsedatum     | Kom från                 | Moderklubb                  |           |
| Målvakter   | Målvakter            | Målvakter            | Målvakter        | Målvakter                | Målvakter                   | Målvakter |
| ----------- | -------------------- | -------------------- | ---------------- | ------------------------ | --------------------------- | --------- |
| 1           | Chile                | Christiane Endler    | 23 juli 1991     | Paris Saint-Germain      | Stadio Italiano             |           |
| 16          | Frankrike            | Féérine Belhadj      | 14 februari 2005 | Lyon U19                 | FC Bourg Lès Valence        |           |
| 30          | Tyskland             | Laura Benkarth       | 14 oktober 1992  | Bayern München           | FC Wolfenweiler-Schallstadt |           |
| Försvarare  |                      |                      |                  |                          |                             |           |
| 3           | Frankrike            | Wendie Renard        | 20 juli 1990     | Rapid Club du Lorrain    | Essor-Préchotain            |           |
| 4           | Frankrike            | Selma Bacha          | 9 september 2000 | Lyon U19                 | FC Gerland                  |           |
| 5           | Frankrike            | Perle Morroni        | 15 oktober 1997  | Paris Saint-Germain      | Montpellier                 |           |
| 12          | Australien           | Ellie Carpenter      | 28 april 2000    | Portland Thorns          | -                           |           |
| 15          | Frankrike            | Wassa Sangare        | 16 mars 2006     | Lyon U19                 | -                           |           |
| 18          | Frankrike            | Alice Sombath        | 16 oktober 2003  | Paris-Saint-Germain U19  | CSOM Arcueil                |           |
| 19          | Frankrike            | Kysha Sylla          | 4 februari 2004  | Lyon U19                 | CA Criox Sainte             |           |
| 21          | Kanada               | Vanessa Gilles       | 11 mars 1996     | Angel City               | Ottawa Capital United SC    |           |
| 24          | Frankrike            | ALice Marques        | 4 maj 2005       | Lyon U19                 | FC de Luenaz                |           |
| 29          | Frankrike            | Griedge Mbock Bathy  | 25 februari 1995 | Guingamp                 | SC Pontanézen               |           |
| -           | Frankrike            | Assimina Maoulida    | 30 januari 2002  | -                        | -                           |           |
| Mittfältare |                      |                      |                  |                          |                             |           |
| 6           | Haiti                | Melchie Dumornay     | 17 augusti 2003  | Stade de Reims Féminines | AS Mirebalais               |           |
| 7           | Frankrike · Tunisien | Amel Majri           | 25 januari 1993  | Lyon U19                 | -                           |           |
| 8           | Tyskland             | Sara Däbritz         | 15 februari 1995 | Paris-Saint-Germain      | SpVgg SV Weiden             |           |
| 10          | Tyskland             | Dzsenifer Marozsán   | 18 april 1992    | 1. FFC Frankfurt         | DJK Burbach                 |           |
| 11          | Nederländerna        | Damaris Egurrola     | 26 augusti 1999  | Everton                  | Betiko Neskak               |           |
| 17          | Nederländerna        | Daniëlle van de Donk | 5 augusti 1991   | Arsenal                  | sv Valkenswaard             |           |
| 22          | Schweiz              | Sally Julini         | 1 januari 2003   | Lyon U19                 | -                           |           |
| 23          | Frankrike            | Julie Swierot        | 14 mars 2006     | Lyon U19                 | Serris Val D'Europe RC      |           |
| 25          | Frankrike            | Ines Benyahia        | 26 mars 2003     | Lyon U19                 | AS Fabrègues                |           |
| 26          | USA                  | Lindsey Horan        | 26 maj 1994      | Portland Thorns          | Colorado Rush               |           |
| 32          | Frankrike            | Maeline Mendy        | 26 december 2006 | Lyon U19                 | Val de Fontenay AS          |           |
| Anfallare   |                      |                      |                  |                          |                             |           |
| 9           | Frankrike            | Eugénie Le Sommer    | 18 maj 1989      | Stade Briochin           | Trélissac                   |           |
| 14          | Norge                | Ada Hegerberg        | 10 juli 1995     | 1. FFC Turbine Potsdam   | Sunndal                     |           |
| 20          | Frankrike            | Delphine Cascarino   | 5 februari 1997  | Lyon U19                 | AS Saint-Priest             |           |
| 27          | Frankrike            | Vicky Becho          | 3 oktober 2003   | Paris-Saint-Germain U19  | SC Malay-le-Grand           |           |
| 28          | Frankrike            | Melvine Malard       | 28 juni 2006     | Lyon U19                 | Saint-Denis FC              |           |
| 31          | Frankrike            | Liana Joseph         | 15 augusti 2006  | Lyon U19                 | Paris FC                    |           |

## Meriter (sedan 2004)
- Franska ligan:
  - Mästare (15): 2006–07, 2007–08, 2008-09, 2009-10, 2010-11, 2011-12, 2012-13, 2013-14, 2014-15, 2015-16, 2016-17, 2017-18, 2018-19, 2019-2020, 2021/22
  - Tvåa (1): 2020/21

- Challenge de France (franska cupen):
  - Vinnare (9): 2008, 2012, 2013, 2014, 2015, 2016, 2017, 2019, 2020
  - Finalist (4): 2005, 2006, 2007, 2018

- Trophée des Championnes:
  - Vinnare (1): 2019
- Uefa Women's Champions League:
  - Vinnare (7): 2010-11, 2011-12, 2015-16, 2016-17, 2017-18, 2018-19, 2019-20
  - Finalist (2): 2010, 2013

- VM för klubblag
  - Vinnare: 2012[4]